# Chérif Elvalide Seye
Pour les articles homonymes, voir Seye.
Chérif Elvalide Seye, né le 3 septembre 1954 à Fatick (Sénégal) et décédé le 18 juin 2012 à Nairobi (Kenya),  est un journaliste sénégalais. Il a été directeur de l’Agence Ecofin, a contribué à la création du magazine Les Afriques, et fut le conseiller en communication du président Abdoulaye Wade de 2000 à 2002.

## Biographie

### Débuts
Chérif Elvalide Seye est diplôme supérieur en journalisme du Centre d’études des sciences et techniques de l’information de l'Université Cheikh Anta Diop. 
En 1977, Chérif Elvalide Seye devient rédacteur, puis reporter, au quotidien sénégalais gouvernemental Le Soleil (couverture de l’actualité nationale, politique et institutionnelle). Il prend la direction du desk nation, puis devient rédacteur en chef adjoint, chargé de la page Une. 
En 1985, Chérif Elvalide Seye quitte Le Soleil pour mettre en place le Comité inter-État de lutte contre la sécheresse au Sahel basé à Ouagadougou. Il crée le service et positionne le CILSS comme institution phare chargée de la coordination de la lutte contre la désertification. À cette occasion, il développe un réseau de journalistes spécialisés sur l’environnement et participe à la fondation de l’agence SYFIA (Système francophone d’information agricole) devenue l’agence spécialisée en agriculture du monde francophone.
De 1992 à 1995, Chérif Elvalide Seye travaille au service communication de la Banque africaine de développement (BAD) à Abidjan, dans le cadre d’un programme commun BAD-OCDE, d’études et de recherche sur la gestion de l’information.
Chérif Elvalide Seye participe à la fondation du groupe Sud Communication, premier groupe de presse privé du Sénégal et devient en 1995 directeur général de Sud FM, première radio privée sénégalaise. 

### Conseiller présidentiel
En 2000, Chérif Elvalide Sey est nommé Conseiller spécial chargé de la Communication du Président de la République Abdoulaye Wade (rang de ministre). Il assiste le chef de l’État dans la définition de sa politique de communication, l’informe quotidiennement sur l’état de l’opinion aux plans national et international et propose des actions en conséquence. À ce titre, il est également chargé des relations de la Présidence avec les médias nationaux et internationaux. Il est également Président du Conseil d'Administration (PCA) de la RTS (service public de radio et de télévision) et d’APS (agence de presse sénégalaise). Il est limogé en 2002 par le chef de l’État à la suite de l’annonce erronée d’une famine par la télévision nationale, RTS. 

### Journaliste
Entre 2002 et 2006, Chérif Elvalide Sey est consultant pour le Bureau régional pour l’Éducation en Afrique (UNESCO) et directeur de la stratégie et du développement de l’agence Panapress. 
En 2006, il lance l’hebdomadaire sénégalais 52 L’HEBDO et l’agence COMDEV, avant de participer en 2007, en tant que rédacteur en chef fondateur, à la création du premier journal financier panafricain Les Afriques, avec l’Algérien Ihsane El Kadi et le Mauritanien Adama Wade. Dans Les Afriques n°122, Chérif Elvalide Seye publie en exclusivité une interview du chef de l'Etat français, Nicolas Sarkozy, à l'occasion du Sommet Afrique-France de Mai/Juin 2010.
Quelques années plus tard[Quand ?], il quitte Les Afriques pour le dernier challenge de sa vie, le lancement en décembre 2011 du magazine Le Quorum qu'il dirige. Le magazine disparaît à la suite de son décès le 18 juin 2012.

## Autres fonctions
- Membre des Assises Nationales du Sénégal (président à Fatick)
- Enseignant à l’Institut supérieur des sciences de l’information et de la communication (ISSIC) de Dakar

## Auteur
- L’ASECNA, une réussite africaine, Editions Niamagne, Dakar, 2004[1]
- Mgr Hyacinthe Thiandoum, A force de foi, L’Harmattan, Paris, 2007[3]

## Vie privée
Chérif Elvalide Seye est marié et a quatre enfants.